# Combrailles

Combrailles este o comună în departamentul Puy-de-Dôme, Franța. În 1 ianuarie 2022 avea o populație de 213 de locuitori.